# Noir Désir en public
 (février 2022).
Pour les articles homonymes, voir En public.
Albums de Noir Désir
Nous n'avons fait que fuir
(2004) Soyons désinvoltes, n'ayons l'air de rien
(2011)
Noir Désir en public, sorti le 19 septembre 2005 sur le label Barclay Records, est un double album enregistré en public qui résume la dernière tournée du groupe Noir Désir en 2002. Dès sa sortie, il arrive en tête du classement des albums les plus vendus en France.

## Contexte
Avant le début de la tournée Des Visages, Des Figures, le groupe décide d'enregistrer l'intégralité de ses 56 concerts en prévision de cet album live. Une fois la tournée terminée, les membres du groupe écoutent séparément chaque enregistrement. Mais l'arrestation de Bertrand Cantat à Vilnius, consécutive à l'homicide de Marie Trintignant par le chanteur, interrompt la réalisation de l'album. Les trois autres musiciens relancent le projet deux ans plus tard, tandis que Bertrand Cantat écoute et commente les différents mixages pendant sa détention.

## Réédition
L'album est réédité en septembre 2023. Il sort pour la première fois en vinyle, avec un son remasterisé en 24 bits/96 KHZ. Le titre contient en supplément la version live du titre Aux sombres héros de l'amer, enregistrée au Paléo Festival Nyon le 28 juillet 2000.

## Liste des titres
| 1.  | Si rien ne bouge                 | Du ciment sous les plaines, (1991)                    | 7:46 |
| 2.  | Septembre en attendant           | 666.667 Club, (1996)                                  | 5:19 |
| 3.  | One Trip/One Noise               | Tostaky, (1992)                                       | 8:26 |
| 4.  | À l'envers à l'endroit           | Des visages des figures, (2001)                       | 3:41 |
| 5.  | Les Écorchés                     | Veuillez rendre l'âme (à qui elle appartient), (1989) | 3:20 |
| 6.  | Le Grand Incendie                | Des visages des figures, (2001)                       | 7:07 |
| 7.  | Le Fleuve                        | Veuillez rendre l'âme (à qui elle appartient), (1989) | 8:38 |
| 8.  | La Chaleur                       | Veuillez rendre l'âme (à qui elle appartient), (1989) | 3:44 |
| 9.  | Des armes (paroles de Léo Ferré) | Des visages des figures, (2001)                       | 3:47 |
| 10. | Ernestine                        | 666.667 Club, (1996)                                  | 4:57 |
| 11. | Tostaky                          | Tostaky, (1992)                                       | 5:32 |
| 12. | Lazy                             | 666.667 Club, (1996)                                  | 7:30 |

| 1.  | Pyromane                                                                   | Où veux-tu qu'je r'garde ?, 1987                      | 5:12 |
| 2.  | À l'arrière des taxis                                                      | Veuillez rendre l'âme (à qui elle appartient), (1989) | 5:42 |
| 3.  | Lolita nie en bloc                                                         | Tostaky, (1992)                                       | 3:57 |
| 4.  | L'Homme pressé                                                             | 666.667 Club, (1996)                                  | 3:54 |
| 5.  | Des visages des figures                                                    | Des visages des figures, (2001)                       | 7:14 |
| 6.  | Bouquet de nerfs                                                           | Des visages des figures, (2001)                       | 3:55 |
| 7.  | Le vent nous portera                                                       | Des visages des figures, (2001)                       | 4:34 |
| 8.  | 21st Century Schizoid Man (Sinfield / Fripp / Lake / McDonald / Giles)     | titre inédit - reprise de King Crimson                | 5:44 |
| 9.  | Ces gens-là (Jacques Brel)                                                 | Aux suivant(s), reprise de Jacques Brel               | 6:14 |
| 10. | Comme elle vient                                                           | 666.667 Club, (1996)                                  | 4:35 |
| 11. | À ton étoile                                                               | 666.667 Club, (1996)                                  | 6:20 |
| 12. | Ce n'est pas moi qui clame (Gabor Kardos, Noir Désir, Christophe Perruchi) | titre inédit - (poème d'Attila József)                | 9:43 |

## Fiche de l'album
- Denis Barthe : batterie, samples, chœurs
- Bertrand Cantat : guitare, harmonica, chant
- Jean-Paul Roy : basse, clavier, chœurs
- Serge Teyssot-Gay : guitare, clavier, chœurs
- Christophe Perruchi : clavier, samples, chœurs
- Akosh Szelevényi : clarinette sur Le vent nous portera
- Isabelle Sajot (violoncelle), Vincent Debruyne (alto), Dominique Juchors (violon) et Anne Lepape (violon) : cordes sur Bouquet de nerfs, Le fleuve et Des visages des figures
- Romain Humeau : arrangements cordes sur Des visages des figures
- Joe Mardin : arrangements cordes sur Bouquet de nerfs et Le fleuve

- Enregistrement : Bob Coke assisté de François Brely
- Réalisation : Noir Désir
- Mixage : Noir Désir et Bob Coke
- Master : Alexis Bardinet, Denis Barthe et Bob Coke

## Classements musicaux
| Pays         | Durée du classement | Meilleur classement |
| ------------ | ------------------- | ------------------- |
| Belgique (W) | 14 semaines         | 2e                  |
| France       | 45 semaines         | 1er                 |
| Suisse       | 7 semaines          | 4e                  |